# Dobrosław-Kolonia
Dobrosław-Kolonia is een plaats in het Poolse district  Wieruszowski, woiwodschap Łódź. De plaats maakt deel uit van de gemeente Lututów en telt 100 inwoners.